# استارفاکر (آلبوم اسلیتر)
استارفاکر (به انگلیسی: Starfucker) دومین آلبوم استودیویی از خوانندهٔ آمریکایی اسلیتر می‌باشد که در ۲۲ سپتامبر سال ۲۰۲۳ منتشر گردید. استارفاکر که از موسیقی الکتروپاپ دههٔ ۸۰ الهام گرفته شده‌است، به دید هجو‌آمیز و اغراق‌آمیزی درمورد هالیوود می‌پردازد و اشعار آن بر روی فرهنگ مواد، خودبینی و سلبریتی متمرکز هستند. نسخهٔ دیلاکس آلبوم در ۱ دسامبر سال ۲۰۲۳ منتشر شد.